# Lappeenranta Rajaritarit 1998
Questa voce raccoglie le informazioni riguardanti i Lappeenranta Rajaritarit nelle competizioni ufficiali della stagione 1998.

## Vaahteraliiga 1998

### Stagione regolare
| 6-7 giugno 1998 1ª giornata | Seinäjoki Crocodiles | 28 – 7 | Lappeenranta Rajaritarit |  |

| 13-14 giugno 1998 2ª giornata | Lappeenranta Rajaritarit | 5 – 42 | Helsinki Roosters |  |

| 27-28 giugno 1998 3ª giornata | Lappeenranta Rajaritarit | 11 – 41 | Arctic Circle Stars |  |

| 4-5 luglio 1998 4ª giornata | Turku Trojans | 10 – 9 | Lappeenranta Rajaritarit |  |

| 11-12 luglio 1998 5ª giornata | East City Giants | 22 – 24 | Lappeenranta Rajaritarit |  |

| 18-19 luglio 1998 6ª giornata | Lappeenranta Rajaritarit | 6 – 18 | Porvoon Butchers |  |

| 25-26 luglio 1998 7ª giornata | Lappeenranta Rajaritarit | 57 – 7 | Vantaan TAFT |  |

| 7-8 agosto 1998 8ª giornata | Arctic Circle Stars | 36 – 3 | Lappeenranta Rajaritarit |  |

| 14-15 agosto 1998 9ª giornata | Helsinki Roosters | 57 – 6 | Lappeenranta Rajaritarit |  |

| 21-22 agosto 1998 10ª giornata | Lappeenranta Rajaritarit | 25 – 35 | Seinäjoki Crocodiles |  |

### Statistiche di squadra
| Competizione      | %Vittorie | In casa | In casa | In casa | In casa | In casa | In casa | In trasferta | In trasferta | In trasferta | In trasferta | In trasferta | In trasferta | Totale | Totale | Totale | Totale | Totale | Totale |
| Competizione      | %Vittorie | G       | V       | N       | P       | Pf      | Ps      | G            | V            | N            | P            | Pf           | Ps           | G      | V      | N      | P      | Pf     | Ps     |
| ----------------- | --------- | ------- | ------- | ------- | ------- | ------- | ------- | ------------ | ------------ | ------------ | ------------ | ------------ | ------------ | ------ | ------ | ------ | ------ | ------ | ------ |
| Stagione regolare | .200      | 5       | 1       | 0       | 4       | 104     | 143     | 4            | 1            | 0            | 4            | 49           | 153          | 10     | 2      | 0      | 8      | 153    | 296    |
| Totale            | .200      | 5       | 1       | 0       | 4       | 104     | 143     | 5            | 1            | 0            | 4            | 49           | 153          | 10     | 2      | 0      | 8      | 153    | 296    |